# Keren Peles
Keren Peles (hebrejsky: קרן פלס, narozena 11. března 1979) je izraelská zpěvačka, textařka a pianistka.

## Hudební kariéra
Peles vystudovala hudební školu Rimon. Napsala řadu písní pro zpěvačky Miri Mesika a Širi Maimon.
Její debutové album If This Is Life, které vyšlo v červenci 2006, již bylo prodáno ve více než 20 tisících kopiích a bylo označené jako zlaté. Sama si napsala všechny písně obsažené v albu. Izraelským rádiem Galgalac byla nominována na zpěvačku roku 2006 a izraelská rádia ji nakonec zvolili zpěvačkou roku.
V dubnu 2008 vyšlo její druhé album Flood. Již v září téhož roku bylo i toto album označeno jako zlaté a Peles byla nakonec znovu zvolena zpěvačkou roku.

## Osobní život
Keren Peles se v červenci 2009 vdala za vývojáře webových stránek Tomera Grencela.

## Diskografie
- 2006: If This Is Life
- 2008: Flood (Mabool)
- 2010: Between the City and Village (Bein HaIr LaKfar)
- 2014: How the sun will rise
- 2016: Rami Kleinstein Keren Peles